# SC Bastia
A Sporting Club de Bastia (rövidebben SC Bastia vagy csak egyszerűen Bastia) egy francia labdarúgócsapat, amely több alkalommal is a Ligue 1-ben, a francia labdarúgás legmagasabb osztályában szerepelt. Székhelye Bastiában, Korzika szigetén található. Hazai mérkőzéseit a 10 460 férőhelyes Stade Armand Cesariban játssza.
A csapat legnagyobb nemzetközi sikerét 1978-ban érte el, amikor bejutott az UEFA-kupa döntőjébe, de ott kikapott a PSV Eindhoventől. 1981-ben megnyerte a Francia Kupát, máig ez a klub legrangosabb trófeája. A Kékek kétszer lettek bajnokok a másodosztályban és 17 alkalommal a Korzikai bajnokságban. Legnagyobb riválisuk az AC Ajaccio, a két csapat összecsapását korzikai derbinek nevezik.
Hosszú évekig stabil élvonalbeli klub volt, a 2016-17-es szezon végén azonban az utolsó helyen végezve kiestek a másodosztályba. Anyagi gondok miatt a francia szövetség az ötödosztályba sorolta a csapatot.

## Játékosok

### Jelenlegi keret
2019. február 6. szerint.
| # |     | Poszt | Név                 |
| - | --- | ----- | ------------------- |
|   | FRA | K     | Jean-Louis Carlotti |
|   | FRA | K     | Anthony Martin      |
|   | FRA | V     | Soufian Akkani      |
|   | FRA | V     | Yohan Bocognano     |
|   | FRA | V     | Gilles Cioni ()     |
|   | FRA | V     | Samuel Guibert      |
|   | FRA | V     | Maka Mary           |
|   | FRA | V     | Nicolas Medori      |
|   | FRA | V     | Anthony Roncaglia   |
|   | FRA | V     | Anthony Salis       |
|   | FRA | V     | Jérémi Santini      |
|   | FRA | KP    | Gary Coulibaly      |
|   | FRA | KP    | Ludovic Genest      |

| # |     | Poszt | Név                    |
| - | --- | ----- | ---------------------- |
|   | GPE | KP    | Steve Haguy            |
|   | FRA | KP    | Yannick Lorenzi        |
|   | FRA | KP    | Michel Moretti         |
|   | FRA | KP    | Lisandru Piercecchi    |
|   | FRA | KP    | Louis Poggi            |
|   | FRA | KP    | Kévin Schur            |
|   | FRA | KP    | Christophe Vincent     |
|   | FRA | CS    | Sofiane Belle-Bourouis |
|   | FRA | CS    | Amine Boutrah          |
|   | FRA | CS    | Yoann Kherbache        |
|   | CGO | CS    | Rahavi Kifouéti        |
|   | FRA | CS    | Naoufal Mesbah         |
|   | FRA | CS    | Benjamin Santelli      |

### Híres játékosok
Az alábbi felsorolásban olyan játékosok szerepelnek, akik valamelyik nemzetközi kupában is játszottak a Bastiában, és legalább 80 mérkőzésen pályára léptek a csapatban.
- Pascal Camadini
- Pierrick Hiard
- Frédéric Née
- Charles Orlanducci
- Claude Papi
- Jacques Zimako
- Antar Yahia
- Roger Milla
- Michael Essien
- Morlaye Soumah
- Johnny Rep
- Piotr Świerczewski
- Greg Vanney
- Anto Drobnjak
- Dragan Džajić
- Alex Song

## Sikerek

### Franciaországban
- Ligue 2 (másodosztály)

Bajnok: 1967/68, 2011/12
- Championnat National (harmadosztály)

Bajnok: 2010/11
- Francia Kupa

Győztes: 1981
Ezüstérmes: 1972, 2002
- Francia Ligakupa

Ezüstérmes: 1995
- Francia Szuperkupa

Győztes: 1972
- Korzikai bajnokság

Bajnok: 1922, 1927, 1928, 1929, 1930, 1931, 1932, 1935, 1936, 1942, 1943, 1946, 1947, 1949, 1959, 1962, 1963

### Nemzetközi szinten
- UEFA-kupa

Ezüstérmes: 1978
- Intertotó-kupa

Győztes: 1997

## Edzők
| Név                                | -tól               | -ig                |
| ---------------------------------- | ------------------ | ------------------ |
| Boumedienne Abderhamane            | 1957               | 1961               |
| François Fassone                   | 1961               | 1963               |
| Nagy Gyula                         | 1963               | 1964               |
| André Strappe                      | 1964               | 1965               |
| Nagy Gyula                         | 1965               | 1966               |
| Lucien Jasseron                    | 1966               | 1969               |
| Rachid Mekhloufi                   | 1969               | 1969               |
| Edmond Delfour és Rachid Mekhloufi | 1969               | 1970               |
| Edmond Delfour                     | 1970               | 1970               |
| Nagy Gyula                         | 1970               | 1971               |
| Jean Vincent                       | 1971 március       | 1971 november      |
| Pierre Cahuzac                     | 1971 november      | 1979               |
| Jean-Pierre Destrumelle            | 1979               | 1980               |
| Antoine Redin                      | 1980               | 1985               |
| Alain Moizan                       | 1985               | 1986               |
| Antoine Redin                      | 1986               | 1986               |
| Roland Gransart                    | 1986               | 1991               |
| René Exbrayat                      | 1991               | 1992               |
| Léonce Lavagne                     | 1992               | 1994               |
| Frédéric Antonetti                 | 1994               | 1998               |
| Henryk Kasperczak                  | 1998               | 1998. október 23.  |
| Laurent Fournier                   | 1998. október 23.  | 1999. április 19.  |
| José Pasqualetti                   | 1999. április 19.  | 1999               |
| Frédéric Antonetti                 | 1999               | 2001               |
| Robert Nouzaret                    | 2001               | 2002               |
| Gérard Gili                        | 2002               | 2004               |
| François Ciccolini                 | 2004               | 2005 április       |
| Michel Padovani és Eric Durand     | 2005 április       | 2005               |
| Bernard Casoni                     | 2005. július 7.    | 2009. május 31.    |
| Philippe Anziani                   | 2009. június 1.    | 2009. november 26. |
| Michel Padovani (megbízott edző)   | 2009. november 26. | 2009 december      |
| Faruk Hadžibegić                   | 2009 december      | 2010 június        |
| Frédéric Hantz                     | 2010 június        |                    |

## Külső hivatkozások
- Hivatalos honlap
- Szurkolói oldal
- Egy másik szurkolói oldal

## Fordítás
- Ez a szócikk részben vagy egészben  a   SC Bastia című angol Wikipédia-szócikk fordításán alapul.  Az eredeti cikk szerkesztőit annak laptörténete sorolja fel. Ez a jelzés csupán a megfogalmazás eredetét és a szerzői jogokat jelzi, nem szolgál a cikkben szereplő információk forrásmegjelöléseként.